# Pierre Ludière
Pierre Ludière est un homme politique français né le 5 juin 1752 à Tulle (Corrèze) et décédé le 13 mai 1840 dans la même ville.
Avocat, il est député du tiers état aux États généraux de 1789 pour la sénéchaussée de Tulle. Il se montre très attaché à la monarchie. Il est procureur impérial du tribunal de première instance de Tulle sous le Premier Empire, et conserve ses fonctions sous la Restauration, recevant des lettres de noblesse en novembre 1816.

## Sources
- « Pierre Ludière », dans Adolphe Robert et Gaston Cougny, Dictionnaire des parlementaires français, Edgar Bourloton, 1889-1891 [détail de l’édition]